# Bad Candy was here
Bad Candy was here is een Nederlands televisieprogramma over leven van de band Bad Candy. Het programma werd in 2005 uitgezonden op Nickelodeon en het Duitse Nick. De single Girls just wanna have fun is de titelsong van de serie.